# Émile-Georges Drigny
Émile-Georges Drigny (Melun, 3 luglio 1883 – Ivry-sur-Seine, 9 luglio 1957) è stato un nuotatore e pallanuotista francese.
È stato un membro della Francia che ha partecipato ai Giochi di Anversa 1920.
Iniziò la sua carriera come amministratore sportivo intorno al 1911, quando divenne capo della sezione nuoto dell'Union des Sociétés Françaises de Sports Athlétiques. Fu responsabile degli eventi di nuoto alle Olimpiadi estive del 1924, dove lavorò anche come giornalista per L'Intransigeant. Nel 1926 ha co-fondato la Ligue Européenne de Natation e ne è stato presidente nel periodo 1938-1948. Fu anche membro del Comitato Olimpico Internazionale.e presidente della FINA nel periodo 1928-1932 e della Fédération Française de Natation dal 1942 al 1949. Nel 1984, è stato inserito nella International Swimming Hall of Fame.